# Homegrown 2006
Homegrown 2006 is een vezamelalbum met diverse Nederlandse artiesten en groepen die zich bezighouden met het maken van Hiphop en R&B. Het verzamelalbum is een initiatief van State Magazine en Top Notch. Op de CD staan nummers uit 2006 van zowel nieuw talent als gevestigde namen. Deze cd heeft landelijk in diverse platenzaken gelegen.

## Track listing
1. Opgezwolle - Hoedenplank
2. Last Crewsaders, Cunninlynguists en Cashmere - Simply The Best
3. Winne - Pomp Die Shit
4. Jiggy Djé - Blauw Bloed
5. U-Niq - Rotterdam
6. Arts the Beatdoctor & Pete Philly - The Zone
7. Nul7Negen - (...)
8. Extince - 20 jr.
9. Kiddo-Cee - Middelvingerballade
10. Heinek'n - Loyaal voor het Spelletje
11. Postman & Anouk - Downhill
12. Kempi - Zoveel Stress
13. Blaxtar & Rico - Schrijf ik
14. QF - Slette Houwe (Vieze Vrouwe)
15. Salah Edin - 0172
16. Blocnotes - Wat Je Wel en Niet Doet
17. Kleine Jay - Snotaap
18. Nosa & Rosco - Een Brug Te Ver